# Euphaea ornata
Euphaea ornata là loài chuồn chuồn trong họ Euphaeidae (Epallagidae). Loài này được Campion mô tả khoa học đầu tiên năm 1924.